# دلفین معمولی نوک‌کوتاه
دلفین معمولی نوک‌کوتاه آب‌بازی عضو خانواده دلفین‌های اقیانوسی است و در طبقه‌بندی کچه‌ماهی‌ها قرار می‌گیرد. گستره زندگی این دلفین از دلفین معمولی نوک‌دراز بزرگتر است و در آب‌های گرم-معتدل و اقیانوسی حاره، به استثنای اقیانوس هند، زندگی می‌کند. تعداد دلفین‌های معمولی نوک‌کوتاه در اقیانوس‌های اطلس و آرام بیشتر از هر گونه دلفین دیگر است.
این دلفین همچنین در دریاهای کارائیب و مدیترانه زندگی می‌کند.

## رده‌بندی
دلفین معمولی نوک‌کوتاه عضوی از خانواده کچه‌ماهی‌ها است. تا میانه دهه ۱۹۹۰ تفاوت‌های درون خانواده (Delphinus) به عنوان جانوران مختلف شناخته نمی‌شدند و همگی عضو گونه (D. delphis) به حساب می‌آمدند. هم‌اکنون دو گونه (Delphinus) شناخته شده‌اند، دلفین معمولی نوک‌دراز با نام علمی (D. capensis) و دلفین معمولی نوک‌کوتاه که با نام علمی (D. delphis) خوانده می‌شود. دلفین معمولی نوک‌کوتاه به‌طور معمول کوچک‌تر از نوک‌دراز است و دارای پوزه کوتاهتری است.

## ویژگی‌ها

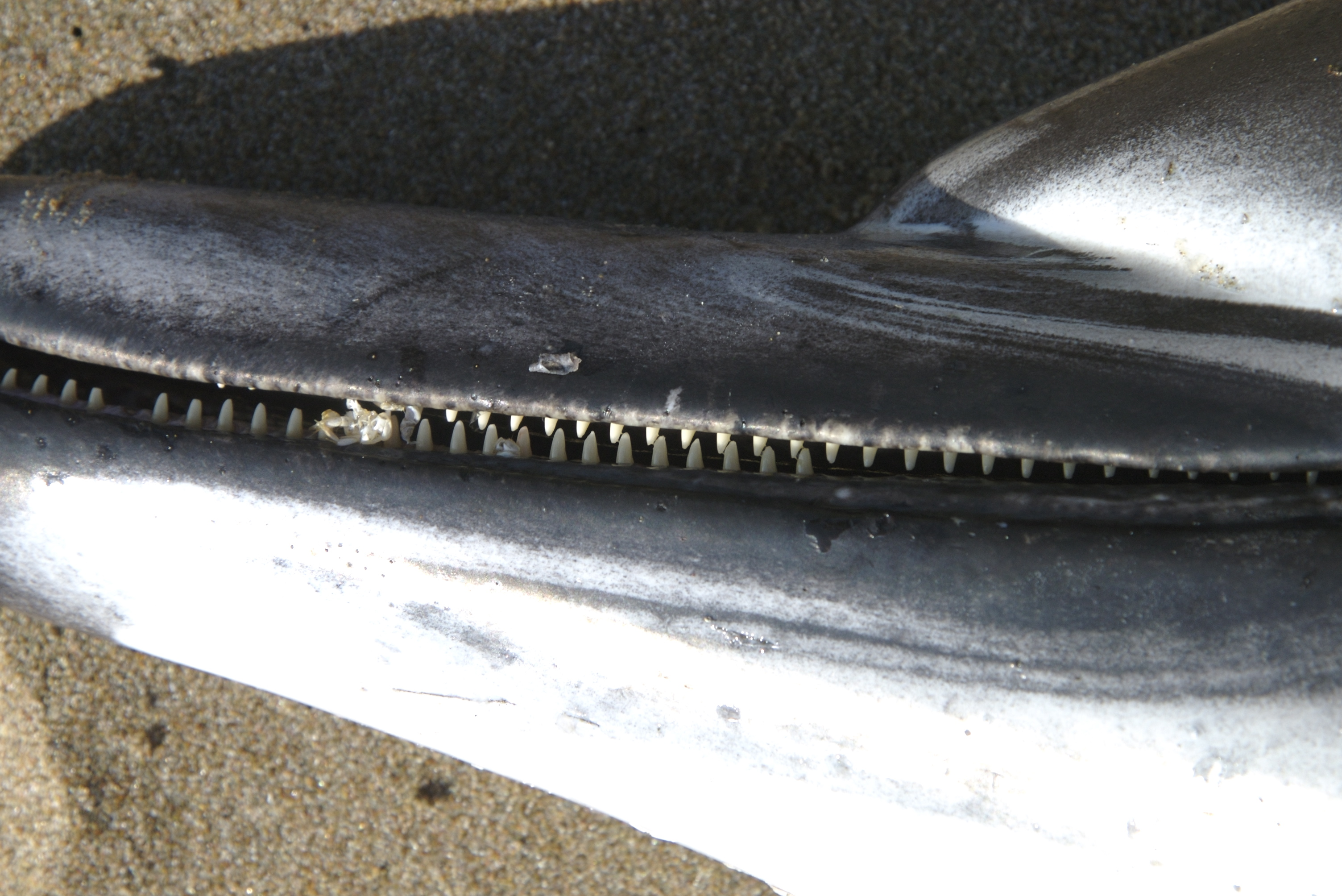
دندان‌های یک‌شکل دلفین معمولی کوتاه‌نوک.

دلفین معمولی نوک‌کوتاه دلفینی با جثه متوسط به‌شمار می‌آید؛ کوچکتر از دلفین شناخته‌شده تر پوزه‌بطری. طول دلفین‌های بالغ میان ۱٫۶ تا ۲ متر است و وزنشان میان ۷۰ تا ۲۳۵ کیلوگرم که البته وزن میان ۷۰ تا ۱۱۰ کیلوگرم رایج‌تر است؛ نرها نیز اغلب طول و وزن بیشتری دارند. الگوی رنگ‌آمیزی بر بدن آن‌ها نامتداول است. پشت به رنگ سیاه و شکم به رنگ سفید است و در پهلوها الگوهایی همانند ساعت شنی به رنگ خاکستری روشن، زرد یا طلایی وجود دارند. این دلفین دارای پوزه‌ای بلند و باریک است با ۵۰ تا ۶۰ دندان ریز، تیز و در هم جفت‌شده در هر فک.

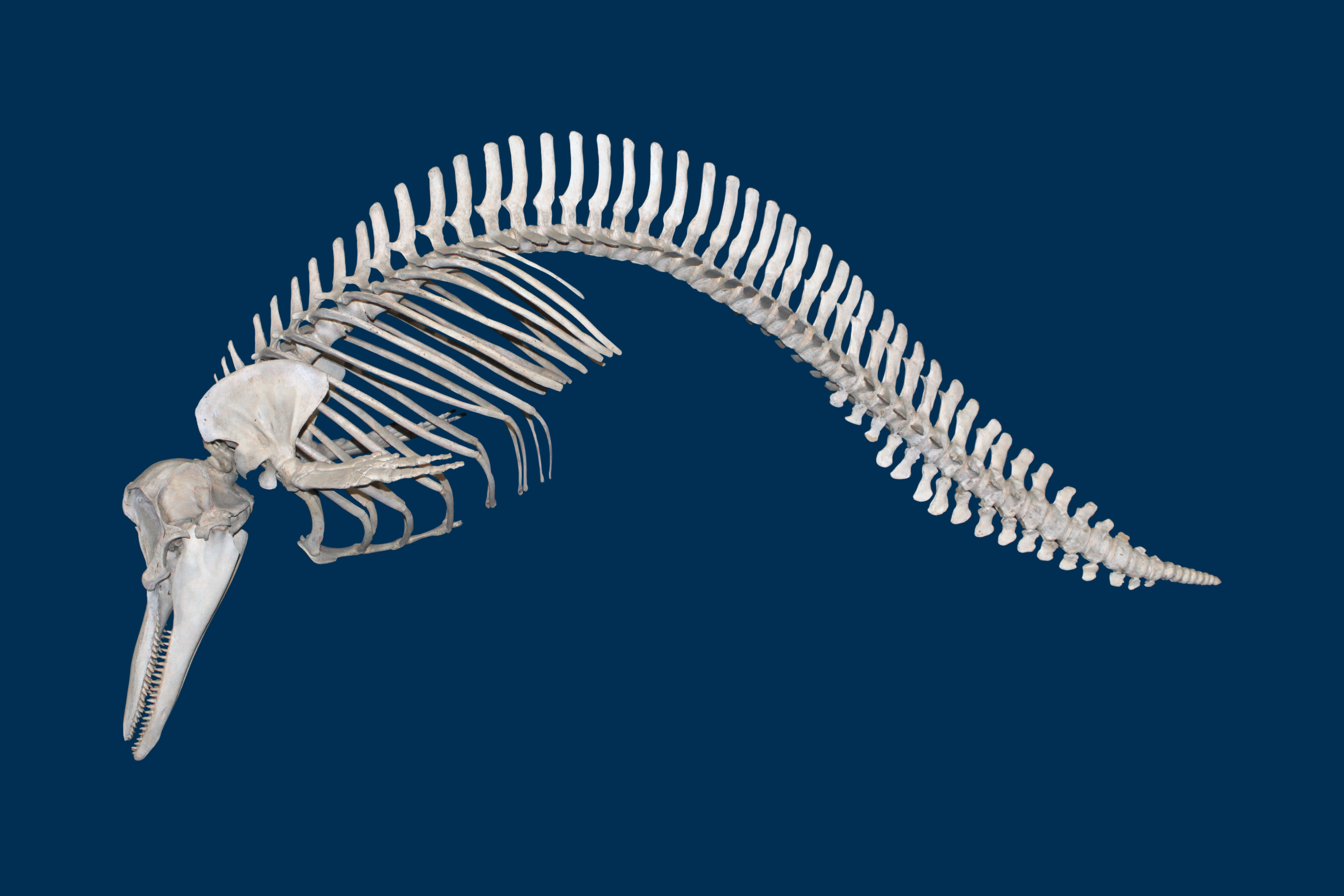
اسکلت دلفین معمولی کوتاه‌نوک

## رفتار

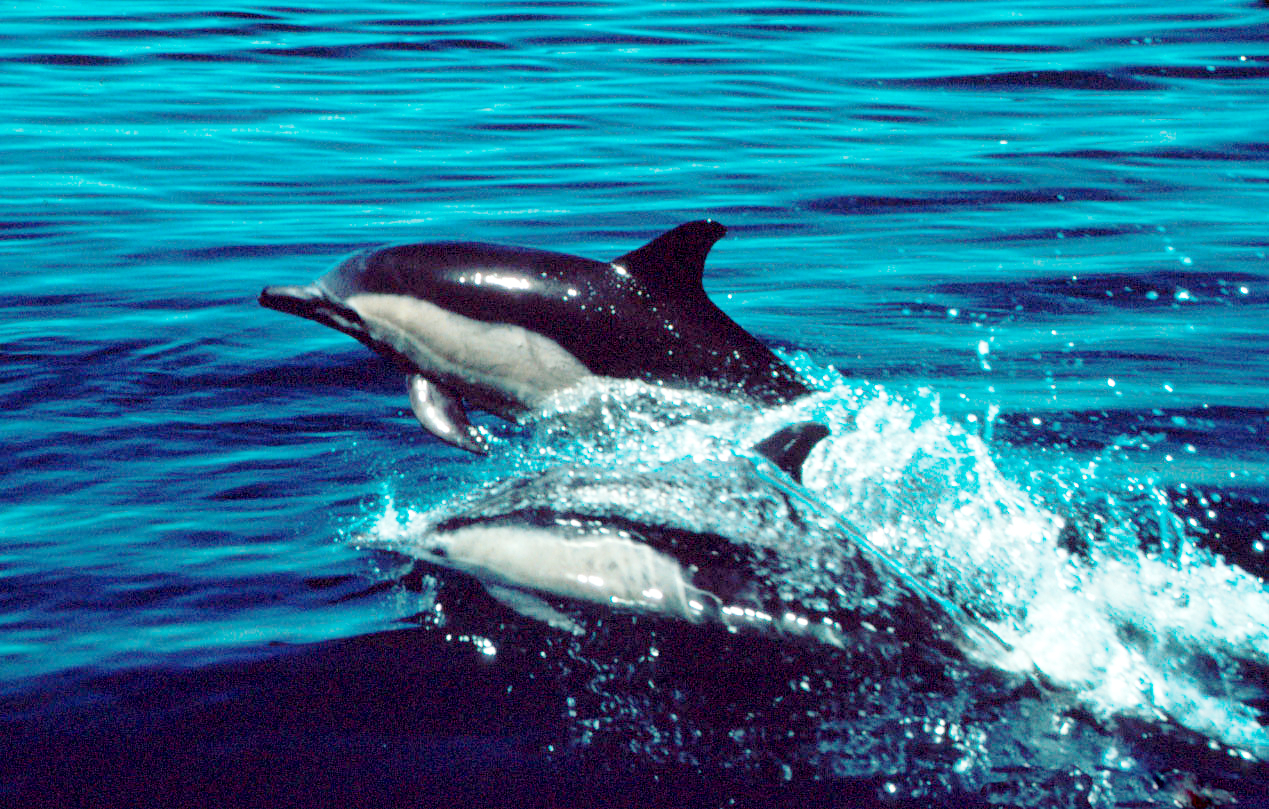
دلفین‌های معمولی کوتاه‌نوک در حال پرش از آب در کالیفرنیا.

دلفین‌های معمولی نوک‌دراز را می‌توان در گروه‌هایی پرتعداد، از صدها تا حتی هزاران عضو، مشاهده کرد. آن‌ها گاه با دیگر گونه‌های دلفین، از جمله نهنگ‌های خلبان، ارتباط برقرار می‌کنند. آن‌ها شناگران سریعی هستند با سرعتی تا ۶۰ کیلومتر بر ساعت و پرتاب کردن خود از آب به روی سطح آن و بازی‌های آکروباتیک در هوا از جمله رفتارهای عادی آن‌ها است.
غذای دلفین‌های معمولی نوک‌دراز را طیف گسترده‌ای از ماهیان و ماهی مرکب که در عمق زیر ۲۰۰ زندگی می‌کنند، تشکیل می‌دهند.
دوره بارداری این جانور ۱۰ تا ۱۱ ماه است. طول بچه تازه به دنیا آمده میان ۷۰ تا ۱۰۰ سانتی‌متر است و وزن تقریبی ۱۰ کیلوگرم دارد. برای جمعیت مقیم دریای سیاه، از شیر گرفته شدن بچه‌ها در سن ۵ تا ۶ ماهگی پدید می‌افتد که در مناطق دیگر بیشتر طول می‌کشد (تا بیشینه ۱۹ ماه). زمان بلوغ جنسی بسته به موقعیت جغرافیایی فرق می‌کند، اما میان ۲ تا ۷ سال برای ماده‌ها و ۳ تا ۱۲ سال برای ماده‌ها اتفاق می‌افتد. بیشترین طول عمر ۳۵ سال بوده، اما برای دلفین‌های مقیم دریای سیاه میانگین طول عمر ۲۲ سال تخمین زده شده‌است.

## یادداشت
1. ↑  Odontoceti
2. ↑  Delphinidae
3. ↑  Delphinus